# Attenkirchen

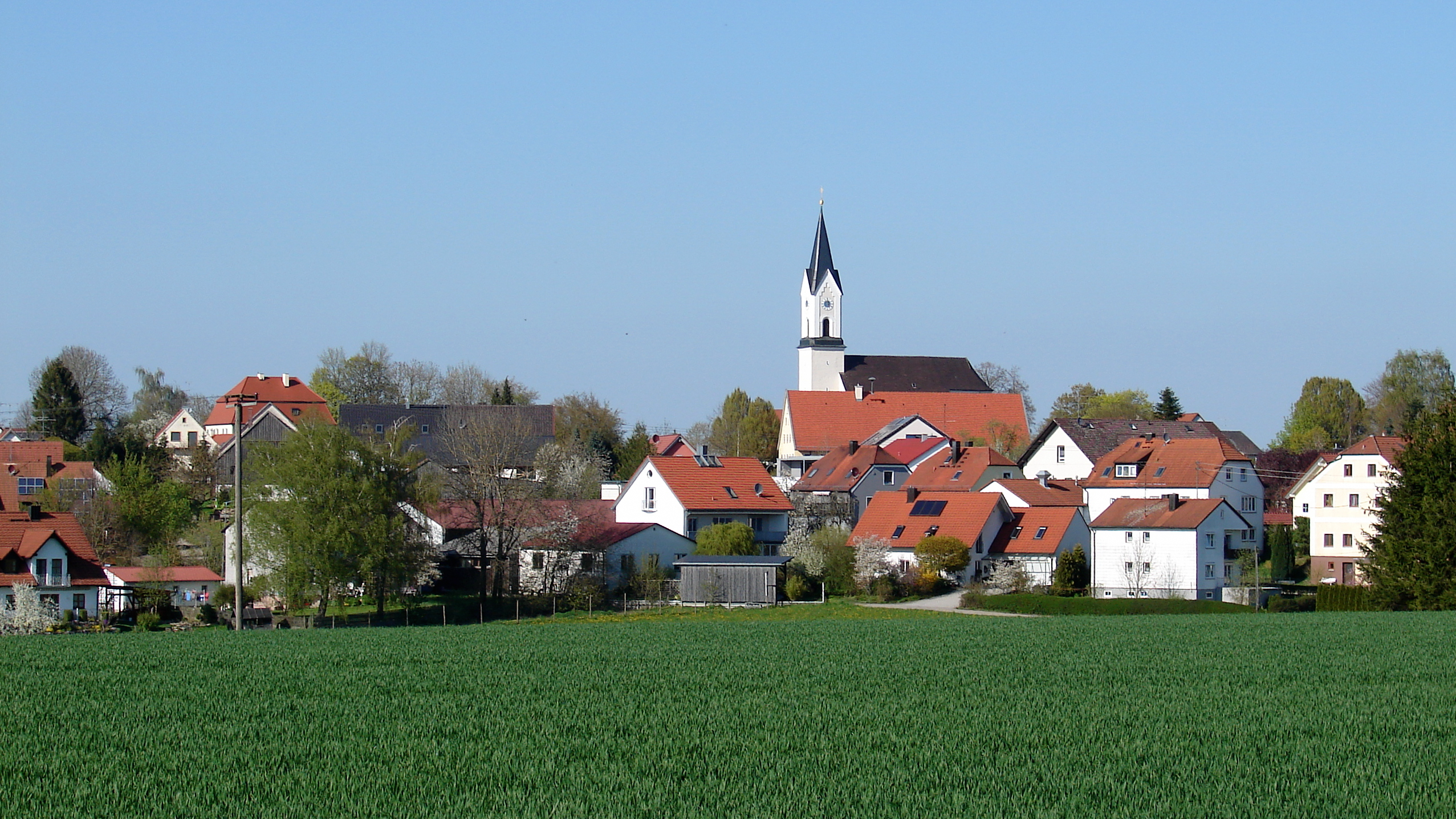
Blick auf Attenkirchen (Ortschaft)

Attenkirchen ist eine Gemeinde im oberbayerischen Landkreis Freising. Der Ort gilt als südliches Tor zur Hallertau, Deutschlands größtem Hopfenanbaugebiet.

## Geografie

### Lage
Die Gemeinde liegt im tertiären Hügelland ungefähr 13 Kilometer nördlich der Kreisstadt Freising und einige Kilometer nördlich des Ampertals. Attenkirchen liegt an der B 301 (Hallertauer Hopfenstraße). In der Gemeinde beginnen die hohen Holz-Draht-Gerüste der Hopfengärten die Landschaft zu prägen.

### Gemeindegliederung
Es gibt 23 Gemeindeteile (in Klammern ist der Siedlungstyp angegeben):
- Aigenrüpel (Einöde)
- Aign (Einöde)
- Attenkirchen (Pfarrdorf)
- Berging (Weiler)
- Brandloh (Dorf)
- Eisenthal (Weiler)
- Gallersberg (Weiler)
- Gehausen (Einöde)
- Gfeichtet (Weiler)
- Götzendorf (Weiler)
- Gütlsdorf (Dorf)
- Haarland (Weiler)
- Hettenkirchen (Weiler)
- Hohenmorgen (Einöde)
- Kratzham (Einöde)
- Kronsdorf (Weiler)
- Pfettrach (Kirchdorf)
- Pischlsdorf (Einöde)
- Rannertshausen (Einöde)
- Roggendorf (Weiler)
- Staudhausen (Weiler)
- Thalham (Wochenendhaussiedlung)
- Wimpasing (Kirchdorf)

## Geschichte

### Bis zur Gemeindegründung
Der Ort wurde in einer Freisinger Urkunde vom 30. Juli 830 erstmals erwähnt. Damals schenkte der Priester Uualdperth (Waldpercht) seinen Besitz an die Kirche Zartinchircha und an den Freisinger Dom. Im Ort bestand eine offene Hofmark mit Untertanen in Attenkirchen, Gfeichet, Einhausen und Reit. Sie war ab 1447 im Besitz der Ranolzhauser, ab 1465 der Westendorfer, dann ab 1483 der Pullinger und Lung von Tandern war. 1560 erwarb Jakob von Thurn zu Au die gesamte Hofmark, die 1616 an die Herren von Flitzing ging. Von 1632 bis ins 19. Jahrhundert war die Hofmark im Besitz der Grafen von Lodron. Politisch gehörte Attenkirchen damals zum Rentamt Landshut und Landgericht Moosburg. Der Ort wurde im Zuge der Verwaltungsreformen in Bayern 1818 eine selbstständige politische Gemeinde.

### Eingemeindungen
Im Zuge der Gemeindegebietsreform wurden am 1. April 1971 die Gemeinden Pfettrach und Teile der Gemeinden Sillertshausen und Wimpasing eingegliedert. Am 1. Juli 1972 kamen Gebietsteile der ehemaligen Gemeinde Reichertshausen hinzu.

### Ausgliederungen
Nach der Landkreisreform forderten die Bewohner von Sillertshausen und Held ihre Umgemeindung nach Au. Am 1. Januar 1982 wurde das kleine Gebiet mit damals etwa 40 Einwohnern an den Markt Au in der Hallertau abgetreten.

### Einwohnerentwicklung
Zwischen 1988 und 2018 wuchs die Gemeinde von 1517 auf 2761 um 1244 Einwohner bzw. um 82 %.

## Politik
Die Gemeinde ist Mitglied der Verwaltungsgemeinschaft Zolling.

### Gemeinderat
Im Gemeinderat sind vier Fraktionen vertreten. Seit der Gemeinderatswahl am 15. März 2020 stellt die im September 2019 gegründete parteiübergreifende Wählergemeinschaft WIR 5 Gemeinderäte, die bei den Freien Wählern organisierte Bürgernahe Gruppe (BG) 4, die 2014 aus Teilen der CSU-Fraktion hervorragende UWG (Unabhängige Wählergemeinschaft) 3 und die Grüne Offene Liste 2 Gemeinderäte.
Mathias Kern (WIR) setzte sich bereits im ersten Wahlgang der Bürgermeisterwahl am 15. März 2020 mit 50,2 % gegen Amtsinhaber Martin Bormann (2014–2020) von der Bürgernahen Gruppe und Walter Schlott von der Grünen Offenen Liste durch.
Am 4. Mai 2020 wurde Hermann Lachner (Bürgernahe Gruppe) wieder zum 2. Bürgermeister und Sepp Fischer (UWG) erstmals zum 3. Bürgermeister der Gemeinde Attenkirchen gewählt. Beide erhielten 10 Stimmen der Gemeinderäte.

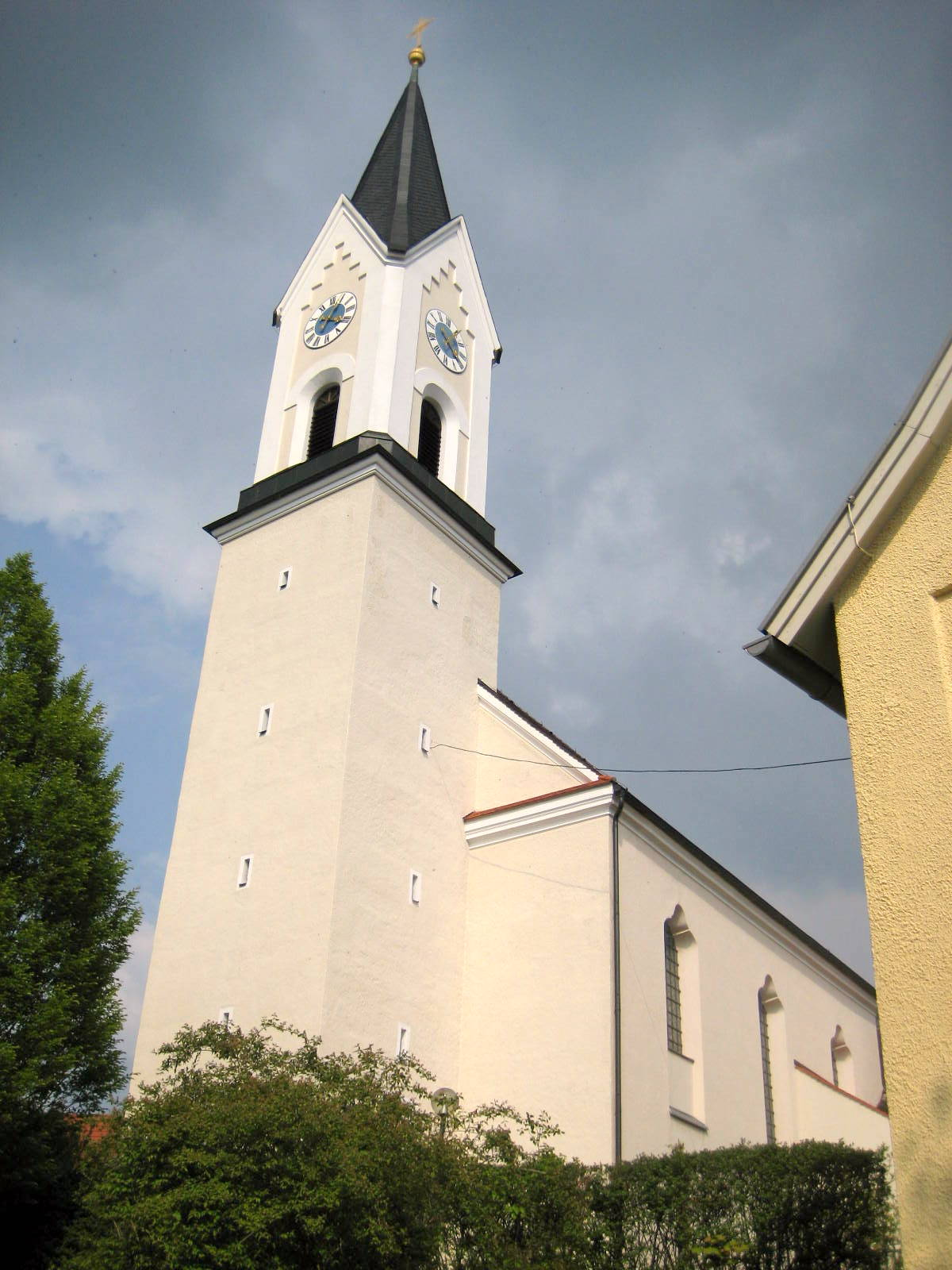
Der weit sichtbare Turm der Pfarrkirche

### Wappen und Fahne
| | Blasonierung: „In Blau ein rot bewehrter silberner Löwe, der eine goldene Hopfendolde in den Pranken hält.“ |
| Wappenbegründung: Der Löwe ist aus dem Wappen der Grafen Lodron übernommen, die von 1632 bis in das 19. Jahrhundert Inhaber der Hofmark Attenkirchen waren. Die Hopfendolde verweist auf den Hopfenanbau, der in der am südlichen Rand der Hallertau an der Deutschen Hopfenstraße gelegenen Gemeinde noch immer ein wichtiger wirtschaftlicher Faktor ist. Die Farben Silber und Blau entsprechen den bayerischen Landesfarben. 1985 genehmigt | |

Die Flagge ist Weiß-Blau-Gelb.

## Sehenswürdigkeiten
- Pfarrkirche St. Johannes Baptist in Attenkirchen
- Filialkirche St. Peter in Hettenkirchen
- St.-Lantbert-Kirche in Pfettrach

## Verkehr
Durch den Ort führt die B 301 von Abensberg nach Freising. Bis zur Stilllegung der Kleinbahn war Attenkirchen über die Hallertauer Lokalbahn von Langenbach nach Enzelhausen an das Schienennetz angeschlossen. Heute befinden sich die nächsten Bahnhöfe in Freising bzw. Pfaffenhofen an der Ilm. Die ehemalige Trasse der Hallertauer Lokalbahn wird seit einiger Zeit genutzt, um einen Bahntrassenradweg anzulegen, der die Hallertau für diese Art des Verkehrs erschließen soll, u. a. zur Förderung des Tourismus. Es besteht eine ÖPNV-Anbindung mit der MVV-Buslinie 602 (Freising-Mainburg).

## Veranstaltungen
Die Gemeinde organisiert alle zwei Jahre das Hallertauer Bierfestival.